# Київський мюзик-хол
Київський мюзик-хол

## Історія
Київський мюзик-хол — мюзик-хол у Києві, створений у 1969 (1974) році при Українському гастрольно-концертному об'єднанні «Укрконцерт». Містився за адресою: вул. Сирецька 29.
З 1979 року став самостійним колективом, з 1984 — Київський державний мюзик-хол. 
У репертуарі Київського музик-холу були естрадні, циркові й балетні номери, сюїти. 
Актори театру знімалися у хореографічних сценах фільмів «Бушує „Маргарита“» та «Варіант «Зомбі»».
Припинив свою діяльність у 2005 році.

## Творчий склад
У 1978-82 рр. художнім керівником був народний артист УРСР Л. Г. Силаєв, потім Ігор Афанасьєв, з 1984 року — В. В. Козаченко. Головним режисером був народний артист України О. М. Зайцев, головним балетмейстером певний час працювала Алла Рубіна.
У складі трупи в різні роки були: Микола Гнатюк, Іван Попович, Наталія Рожкова,  Микола Мозговий, Віктор Шпортько, Ірина Шведова, Лідія Відаш, Лілія Сандулеса, Тетяна Кочергіна, Анатолій Пурцеладзе та інші.